# Kazimierz IV Jagiellończyk
Kazimierz IV Jagiellończyk (tiếng Ba Lan: Kazimierz IV Andrzej Jagiellończyk [kaˈʑimi̯ɛʒ jaɡi̯ɛlˈlɔɲt͡ʃɨk] ⓘ; tiếng Lithuania: Kazimieras Jogailaitis; 30 tháng 11 năm 1427 - 07 tháng 6 năm 1492) là vua của Ba Lan và là Đại công tước Lithuania.
Ông làm vua Ba Lan từ năm 1440 và trở thành Đại vương công Lietuva (Litva) từ năm 1447. Trong thời gian ông trị vì, Ba Lan đã đánh bại Giáo binh đoàn Teuton sau 13 năm (1454 - 1466) và sáp nhập nước Phổ vào lãnh địa Ba Lan. Ông cũng là người thiết lập "chế độ quân chủ mới" nhằm đảm bảo sự thống trị cao của Ba Lan trong thế giới Tây Âu trung đại.
Thời của ông cũng là một thời kỳ hoàng kim của văn hóa Ba Lan.

## Thời thơ ấu
Kazimierz Jagiellończyk là con thứ tư của quốc vương Władysław II Jagiełłon với hoàng hậu Sophia của Halshany. Khi sanh ra Casimir, cha của ông đã 65 tuổi. Vợ của Wladyslaw II, trẻ hơn chồng đến 48 tuổi, đã bị nghi ngờ phản quốc. Mãi cho đến khi lời tuyên thệ trang trọng rằng bà vô tội thì Sophia đã thoát khỏi những cáo buộc
Kazimierz Jagiellończyk chịu phép rửa tội vào ngày 21 tháng 12 năm 1427. Vào ngày sinh nhật của Casimir, Đức Giám mục Stanisław Ciołek đã sáng tác một kiệt tác tên Hystorigraphi di mentis để ca ngợi vị tân vương tương lai. Kazimierz được nuôi dưỡng bởi mẹ và người giám hộ là thủ tướng Wincenty Kot, hiệp sĩ Piotr của Rytro. Dưới sự hướng dẫn và giáo dục của gia đình, Kazimierz biết nhiều về lịch sử hoàng gia, biết tiếng Ba Lan và tiếng Nga. Nhưng ông không được học tiếng Latinh, không được các giáo viên dạy về kỹ năng quản lý triều đình. Ông thích săn bắn, đó là lý do tại sao trong những năm sau ông thường đi đến rừng Lithuania. Thiếu kỹ năng quản lý triều đình, nhưng Kazimierz chia sẻ một mối quan tâm lớn về ngoại giao và các vấn đề kinh tế của đất nước. Thầy dạy của Casimir, giám mục Zbigniew Oleśnicki tin rằng Kazimierz là một nhà quản lý đất nước yếu kém.

## Công tước xứ Lithuania

### Lên ngôi Công tước Lithuania
Vào ngày 20 tháng 3 năm 1440, Đại vương công Lietuva Sigismund Kestutaitis bị con trai mình là Michal Boleslaw Sigismund ám sát chết ngay tại cung đình để cướp ngôi. Michal Sigismund được các giám mục Lithuania tuyên bố làm quốc vương. Nhưng một số người là Giám mục Vilnius Maciej, hoàng tử Holszański Jerzy và Jan Gasztołd lo sợ Michal lên cầm quyền sẽ phá vỡ liên minh Ba Lan - Lithuania nên ra sức ủng hộ một người em trai của vua Wladyslaw III của Ba Lan là Casimir lên làm người thừa kế. Đề nghị ủng hộ Kazimierz ngay lập tực nhận được sự ủng hộ to lớn của giới quý tộc Ba Lan mà đứng đầu là Oleśnicki, người đã tìm cách bảo tồn nguyên vẹn lãnh thổ của Lithuania và sau đó kết hợp một số bộ phận của nó vào quốc gia như Wołyń, Podole, và Podlasie. Theo chỉ đạo của Oleśnicki, nhiều quý tộc giàu có như Mikhailushki, Kazimierz và Bolesław đã ra sức ủng hộ người thừa kế bằng cách dần dần sáp nhập Podlasie vào Mazovia.
Casimir, 12 tuổi, được bổ nhiệm làm phó vương và đã đến Vilnius cùng với Jan of Chyżewa, một thành viên của chính quyền Krakow, thị trưởng Krakow Paweł Chełmski. Lợi dụng sự vắng mặt của Wladyslaw III (Ba Lan) vì ông này đang bận chiến tranh kế vị ở Hungaria, một số quý tộc Lithuania âm mưu tách Lithuania ra khỏi Ba Lan bằng cách cử Kazimierz làm Đại vương công Lietuva (29/6/1440). Do đó, liên minh Ba Lan-Lithuania đã bị phá vỡ. Kể từ khi Kazimierz bầu làm Grand Duke mà không có sự đồng ý của nhà vua Ba Lan và Sejm là tương đương với việc phá vỡ thỏa thuận giữa vua Ba Lan với công tước Lithuania Sigismund Kestutaitis, một số sử gia xác định cách tiếp cận quyền lực của Kazimierz như một cuộc cách mạng của hoàng gia.

### Chính phủ ở Lithuania năm 1440-1444
Kazimierz chính thức được Hội đồng Lãnh chúa cử làm Đại công tước lúc mới 12 tuổi. Lợi dụng tân Đại công tước còn nhỏ tuổi, các quý tộc Lithuania mà cầm đầu là các gia đình Kieżgajłów, Gasztołdów và Radziwiłłów thay nhau thao túng quyền lực ở Lithuania. Dần dần, vị Công tước trẻ tự giải thoát mình khỏi ảnh hưởng của cố vấn Jan Gasztołda - người có quyền lực lớn trong cung đình, để rồi tìm kiếm thêm một số người ủng hộ mình để được ở yên ngôi vị.
Trong những năm 1440-1441, Kazimierz đem quân dẹp tan một cuộc khởi nghĩa nông dân ở Smolensk và cử Andrzej Sakowicz làm Thống đốc Smolensk. Ông cũng chấp nhận quyền tự trị của vùng Samogitia, dưới sự lãnh đạo của Dowmont, một tín đồ của Mikhailushchkih.
Trong năm 1440, Ba Lan - Lithuania tuyên bố chống đánh Podlasie đang có ý định ly khai. Kazimierz quyết định dùng 6.000 kopes để mua chuộc Công tước Masovia (vùng Podlasie) Bolesław IV để ngăn ý định của Bolesław IV chống đánh Lithuania. Nhờ sự hòa hoãn thành công này mà Kazimierz ngày càng tăng cường uy tín và quyền lực của mình trong đất công quốc.
Thời Kazimierz làm đại công tước, Lithuania có lãnh thổ trải dài từ biển Baltic đến ranh giới sông Dnieps trên Biển Đen và từ Podlasie đến hạ Volga. Năm 1444-1445, ông ủng hộ công vương Novgorod trong cuộc chiến chống lại Hiệp sĩ Đức ở Livonia. Không sợ các Hiệp sĩ Teuton, Kazimierz lao ngay vào chiến tranh với đại công Moscow Vasili II để tranh giành vùng đất Wiaźma. Cuộc xung đột với Moscow đã được giải quyết chỉ vào năm 1448, khi Kazimierz đã là vua của Ba Lan.
Trong thời kỳ Kazimierz cai trị, quyền lực của quý tộc Lithuania - công tước, quý tộc thấp hơn, bất kể tôn giáo và sắc tộc của họ - được đặt ngang bằng với những người thuộc tầng lớp szlachta (quý tộc) Ba Lan. Ngoài ra, Kazimierz hứa sẽ bảo vệ biên giới của Đại công quốc và không chỉ định người từ Vương quốc Ba Lan đến kế vị ngôi vị của Đại công quốc. Ông chấp nhận rằng các quyết định về các vấn đề liên quan đến Đại công quốc sẽ không được đưa ra nếu không có sự đồng ý của Hội đồng Lãnh chúa. Ông cũng trao cho giới quý tộc Samogitia quyền được bầu cử người lãnh đạo mới cai trị vùng đất này. Kazimierz là người cai trị đầu tiên của Lithuania được làm phép báp têm sau khi sinh, trở thành người Công giáo La Mã bản xứ đầu tiên.

### Lithuania trong thời gian quan hệ với Ba Lan năm 1444-1447

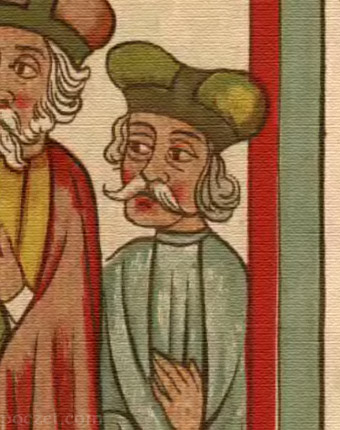
Bolesław IV xứ Mazovia, quyền quốc vương Ba Lan (họa phẩm trung cổ khoảng thế kỷ 15).

Trong bốn năm, Đại công quốc Lithuania và Vương quốc Ba Lan không duy trì liên lạc với nhau. Tình hình đột ngột bị thay đổi sau cái chết của vị vua Ba Lan là Władysław III của Ba Lan (anh trai của Casmir) vào ngày 10 tháng 11 năm 1444 trong Trận Varna. Các đại quý tộc đã họp Hội đồng lãnh chúa ở Sieradz vào tháng 4 năm 1445 và quyết định Kazimierz sẽ trở thành vị vua mới. Các quý tộc hy vọng chàng thanh niên Kazimierz sẽ kế vị ngai vàng ở Ba Lan và mở rộng quyền lực sang Lithuania, nơi có nhiều quý tộc Lithuania ủng hộ vị tân vương. Nhưng tân vương Kazimierz quyết định là củng cố ngôi vị của mình của Ba Lan trong khi duy trì vị thế độc lập của Đại vương công Lietuva; từ chối liên minh Grodno từ năm 1432. Do đó, tân vương trì hoãn việc lên ngôi vua Ba Lan với hy vọng anh trai mình sẽ sống sót và quay trở lại ngôi vua Ba Lan.
Đảng của Giám mục Oleśnicki đã cố gắng nhiều lần để gây áp lực vào tân vương Casimir. Ông ta đe dọa sẽ cho người vào thay thế ngội Đại vương công Lietuva để phá vỡ liên minh Ba Lan - Lithuania. Ứng cử viên cho Công tước xứ Lithuania, được hỗ trợ bởi Oleśnicki, là viên quý tộc Michajłuszka, người đang trốn ở Mazovia vào thời điểm đó. Để không cho phép Mikhailushka đến Lithuania, Kazimierz đã ký một thỏa thuận với Đai quý tộc Konrad von Erlichshausen. Khi tân vương vẫn tiếp tục trì hoãn việc lên ngôi, Giám mục Oleśnicki gây thêm áp lực bằng cách đề cử bá tước Frederick của Brandenburg và Bolesław IV của Mazovia. Trong thời gian trì hoãn này, Hội đồng lãnh chúa tạm thời bầu Bolesław IV của Mazovia làm quyền quốc vương Ba Lan.
Trong hai năm tiếp theo, hai bên tân vương và quý tộc không đat được thỏa hiệp và vẫn tiếp tục mâu thuẫn với nhau. Cuối cùng, Kazimierz chấp nhận thỏa hiệp với quý tộc để lên ngôi vua Ba Lan. Tháng 9/1446, tân vương Kazimierz ra đạo luật tuyên bố không còn tình trạng độc lập của Lithuania mà vùng đất này phải chịu lệ thuộc vào Ba Lan. Kể từ đó, Ba Lan và Lithuania được coi là hai quốc gia hợp nhất làm một, và các quý tộc Ba Lan và Lithuania được bình đẳng như nhau. Ngày 2/5/1447, chính quyền Vilnius ban hành đạo luật về bảo vệ lãnh thổ trước âm mưu xâm lược của ngoại bang.

## Vua Ba Lan
Vào ngày 25 tháng 6 năm 1447, Kazimierz được trao vương miện Vua Ba Lan trong nhà thờ Wawel bởi Đức Tổng Giám mục Gniezno (Ba Lan) Wincenty Kot. Sau khi lên ngôi, Kazimierz IV vất vả dẹp loạn trong nước và bảo vệ đất nước khỏi sự xâm lược của ngoại bang.

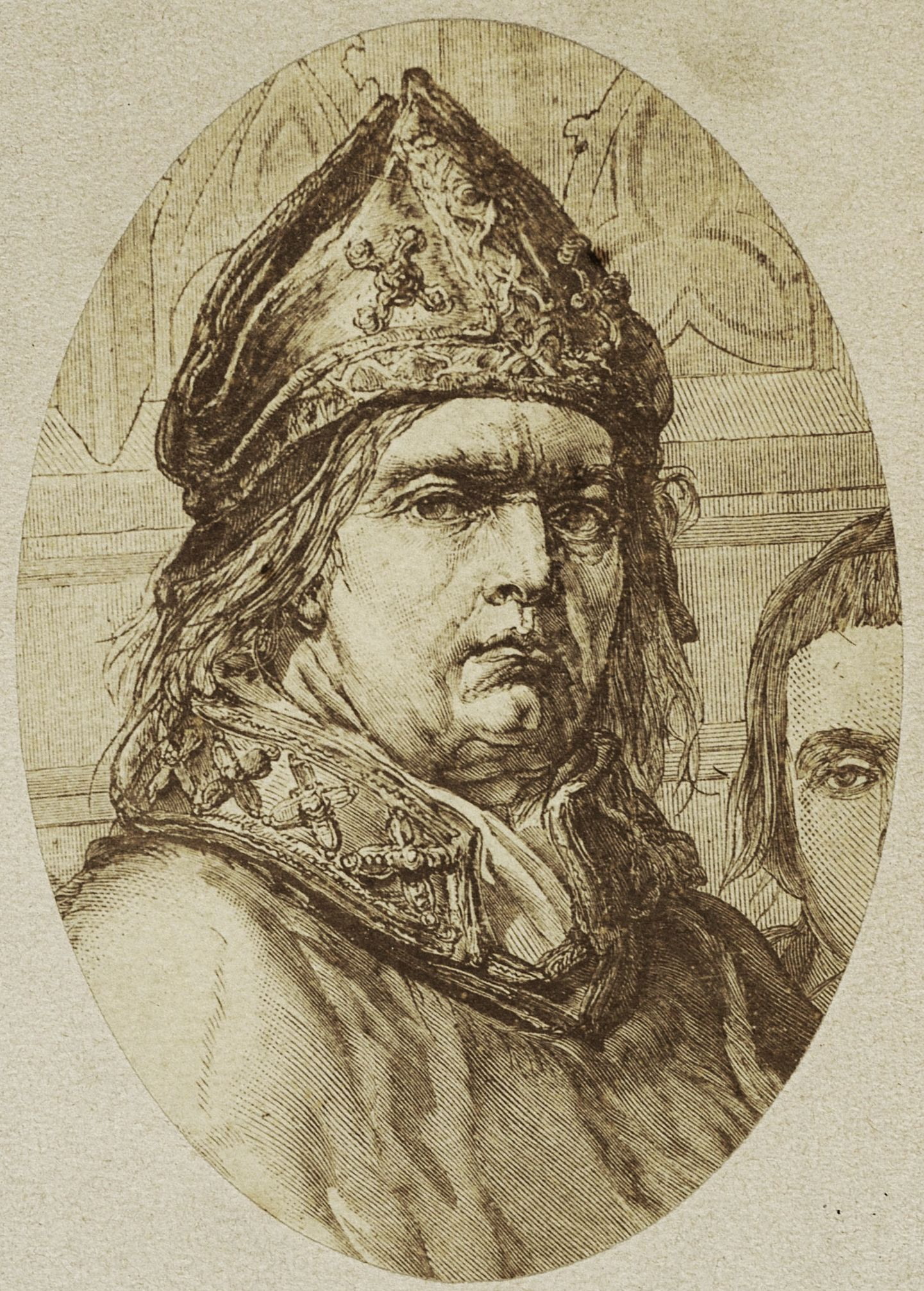
Hồng y Zbigniew Olesnicki của thành Kraków. Họa phẩm của Jan Matejko.

### Chính sách trong nước
Sau khi lên ngôi, ông gặp nhiều khó khăn do sự chống đối của quý tộc Ba Lan vì Kazimierz cho các quý tộc Ba Lan và Lithuania được bình đẳng như nhau. Trong những năm đầu trị vì (1448 - 1449), nhà vua tước bớt một số đặc quyền của đại quý tộc để nâng quyền lực của tầng lớp quý tộc trung lưu lên. Điều này dấy lên sự chống đối của bộ phận lớn các quý tộc bị mất quyền lợi, đứng đầu là viên giám mục đầy quyền lực Zbigniew Oleśnicki của Krakow. Viên giám mục này lại liên kết với đối thủ của nhà vua là Michał Bolesław Sigismund để đoạt lại quyền lực của quý tộc bị vua tước mất. Trong thời gian Kazimierz IV đang bận rộn trấn áp cuộc nổi loạn của Mikhailushko ở Lithuania, viên giám mục Zbigniew Oleśnicki thực tế trở thành người nắm toàn quyền lực ở Ba Lan lúc đó. Để tăng cường quyền lực ở Ba Lan, Zbigniew Oleśnicki mua chức vụ công tước Krakow. Oleśnicki thúc giục giới quý tộc nên vâng lời nhà vua, vì vua hứa sẽ chuyển phần lớn tài sản gồm kho báu và vũ khí khủng từ Ba Lan đến Lithuania với mục đích chiếm một trong những vùng đất Ba Lan-Litva bị mất là vùng Lutsk (vùng này chính thức vô chủ sau khi Svidrygiello qua đời bất ngờ mà không có thừa kế)

#### Quan hệ với Giáo hội Ba Lan
Để hạn chế ảnh hưởng chính trị của Oleśnicki trong quốc gia Ba Lan - Lithuania, Kazimierz IV đã nỗ lực để kiểm soát Giáo hội Ba Lan. Tình hình trở nên thuận lợi hơn khi ở Giáo hội Roma đang khủng hoảng vì có hai người tranh chấp ngôi Giáo hoàng La Mã là Felix V và Nicôla V. Để chấm dứt khủng hoàng giáo triều La Mã, Kazimierz ủng hộ Hồng y Tomaso Parentucelli chính thức lên ngôi hiệu Giáo hoàng Nicôla V, với điều kiện là tân Giáo hoàng phải ủng hộ nhà vua Ba Lan bằng cách cấp cho vua Ba Lan đúc 20 phẩm giá nhà thờ và đồng ý cấp cho 10.000 ducats để vua Kazimierz IV chống lại quân Tatars. Nhưng Oleśnicki lại ủng hộ viên giáo hoàng Felix V chống lại vua Ba Lan và Giáo hoàng Nicolas V. Năm 1449, Nicolas V đánh bại được Felix V và giữ lại ngôi vị Giáo hoàng, ngầm quan hệ với viên Giám mục Ba Lan Oleśnicki mà không ủng hộ vua Kazimierz IV nữa. Tức giận trước sự trở giáo của Giáo hoàng, Kazimierz tuyên bố không thần phục Giáo hoàng và có lời nguyền chết chóc với Giáo hoàng đương nhiệm và các giáo hoàng kế nhiệm là Giáo hoàng Piô II và Giáo hoàng Phaolô III.
Vào lễ Ngũ Tuần năm 1452, Kazimierz IV triệu tập một cuộc gặp bao gồm những người ủng hộ ông là Giám mục Włocławek Jan Gruszczyński, Łukasz Górka của Poznań, Mikołaj Szarlejski của Brest và một số quý tộc Cracow. Cuộc gặp được kéo dài thời gian đến 1 tuần, nhà vua cấm những người ủng hộ Oleśnicki không được phép đến. Theo yêu cầu của Giáo hoàng, Oleśnicki đến gặp nhà vua và trình bày một diễn văn dài với nội dung vua can thiệp và xúc phạm Giáo hội Ba Lan, dù những lời tố cáo này không đúng sự thật. Cuộc xung đột giữa vua và Giáo hội tiếp tục bùng phát lên, khi Oleśnicki và các thống đốc của Kraków và Sandomierz không còn tham dự các cuộc họp hội đồng hoàng gia nữa. Cuộc xung đột này chính thức dừng lại vào năm 1455, khi Đức Hồng y Zbigniew Oleśnicki qua đời
Vào ngày 24 tháng 6 năm 1453, tại đại hội của giới quý tộc ở Piotrków, nhà vua tuyên bố trả bớt lại một phần đặc quyền cho giới quý tộc để tập trung lực lượng đánh các Hiệp sĩ Teuton. Trong bài văn kêu gọi sự ủng hộ của quý tộc cho cuộc chiến có đoạn:
"Ta, Casimir, vị vua Ba Lan, hoàng tử Lithuania và là người thừa kế của Rus, tôi thề, tôi thề và hứa với Thánh Phúc âm này, rằng tất cả các quyền, tự do, đặc quyền, đăng ký và cho Vương quốc Ba Lan, tinh thần và thế tục, nhà thờ và Vương quốc Ba Lan, giám mục và các hoàng tử, chúa tể, hiệp sĩ, thành phố, cư dân của đất nước, tất cả các đối tượng của tất cả các địa vị và ơn gọi, bởi những kỷ niệm thiêng liêng của các hoàng tử, vua chúa và bất kỳ người mang và người thừa kế của Vương quốc Ba Lan, cụ thể là Władysław cha tôi và Władysław., được tặng và tặng, tôi sẽ giữ và thực hiện trong mọi điều kiện và mô tả. Bất cứ điều gì đã được loại bỏ một cách bất công khỏi Vương quốc này hoặc tiêu diệt, đó là khả năng của tôi để cố gắng khôi phục và làm hỏng toàn thể bạn; Tôi sẽ không làm giảm biên giới của nó, nhưng có, tôi hứa sẽ bảo vệ họ với tất cả sức lực của tôi và tìm cách mở rộng chúng"
Với tuyên bố này, ông đã phá vỡ chính sách hiện tại của mình, đã từ bỏ kế hoạch tăng cường quyền lực của mình và tham gia với giới quý tộc, đó là một hành động cao cả để lấy lại đất bị mất, bao gồm Pomerania.
Vào tháng 4 năm 1454, tại đại hội các lãnh chúa Litva ở Brest, nhà vua tuyên bố rút khỏi Volhynia, kết thúc tranh chấp Ba Lan - Lietuva.
Vào năm 1452, Kazimierz IV làm chủ Oświęcim sau cuộc chiến ngắn ngủi, buộc công tước Jan IV phải đầu hàng vào ngày 19 tháng 3 năm 1454. Năm 1456, nhà vua thu phục công quốc Zator; rồi đến năm 1457 thì sáp nhập hoàn toàn công quốc Oświęcim vào đất Ba Lan.

#### Quan hệ với Công quốc Lithuania
Với sự lên ngôi của Kazimierz IV, Ba Lan - Lithuania chỉ là một liên minh cá nhân. Năm 1448, 1451 và 1453, các quý tộc Ba Lan đã sang Lithuania thuyết phục quý tộc Lithuania chấp nhận một đạo luật sáp nhập hai nước lại thành một của vua Ba Lan. Tại các Đại hội lãnh chúa, các cuộc hòa đàm giữa quý tộc Ba Lan và quý tộc Lithuania diễn ra quyết liệt, mãi đến khi chiến tranh Ba Lan - Teuton diễn ra thì tạm dừng để chiến đấu chống giặc.
Năm 1448, nhà vua bình thường hóa quan hệ giữa Lithuania và Moscow. Để ngăn ngừa xung đột có thể diễn ra khi nhà vua đang dự định đánh chiếm Wiaźma, Kazimierz IV ủng hộ hoàng tử Masaya lên ngai vàng Moscow dưới sự hậu thuẫn của quân đội Ba Lan. Ý định này nhanh chóng bị giới quý tộc phản đối và Kazimierz IV phải ký hiệp ước hòa bình với đại công Vasili II của Nga - công nhận quyền độc lập trên thực tế của nước Nga. Trong thực tế, Giáo hội Chính thống Moscow đã trở thành một giáo hội tự trị, tương đương với việc đại công Moscow từ chối Liên minh Florentine.
Năm 1449, Mikhailushko nổi loạn để phản đối sự chiếm đóng Lithuania của Ba Lan. Ông ta được hỗ trợ bởi giám mục Cracow Oleśnicki, Tatars và gia đình Olelkowicz. Sau khi đánh bại Michał Bolesław Sigismund, Kazimierz IV quay lại đánh tan quân phản loạn Mikhailushko; buộc Mikhailushko và tên sát nhân Iwan Czartoryski (kẻ giết hại công tước Lithuania tiền nhiệm năm 1444) phải lưu đày, nhưng khi bị đưa đến Moscow thì Mikhailushko bị vua Ba Lan bí mật cho đầu độc chết. Nhà vua Ba Lan sau đó cho đuổi hết những kẻ ủng hộ quân phản loạn ra khỏi đất nước, bổ nhiệm hoàng thân Olelka Włodzimierzowicz làm phó vương ở Kiev. Năm 1471, nhà vua Ba Lan lập phủ Thống đốc Ba Lan tại Kiev.
Từ giữa thế kỷ XV, lợi dung chính quyền trung ương của Kazimierz IV chưa vững chắc và quyền lực của nhà vua chưa lan rộng ra toàn đất Ba Lan - Lithuania, một số thành phố do các dòng họ quý tộc mạnh cai trị đang tìm cách ly khai khỏi chính quyền Warsaw để tự trị. Nhà vua cử con trai và các hoàng thân ra cai trị các thành phố Kobrin, Pińsk, Turów và Horodek. Ở Słuck, gia đình Olelkowicz đang thống trị. Các vùng đất Podole, Wołyń và Połock, Witebsk và Kijów đang tách biệt khỏi quốc gia của Kazimierz IV để tự trị. Lực lượng dân quân của người Ruthenia và Lithuania đã chấp nhận các yêu cầu của nhà vua như một cách để bảo vệ sự đoàn kết dân tộc. Về phần mình, nhằm tránh đất nước bị chia năm xẻ bảy khi chính quyền vắng nhà vua, Kazimierz IV lập một hội đồng nhà nước Lithuania bao gồm các giám mục Vilnius và Samogitian để quản lý Lithuania khi nhà vua không trực tiếp cai trị vùng này. Giữa thế kỷ XV, phủ Công tước Lithuania được thành lập - là nơi làm việc của Công tước và điều chỉnh chính sách đối ngoại. Ngoài ra, nhà vua Kazimierz IV cho thành lập cơ quan quản lý đất đai có nhiệm vụ quản lý kho bạc và xử lý người phạm tội. Tư pháp và cơ quan về quân sự đứng đầu là Nguyên soái cũng được thành lập. Nghị viện (Sejm) được thành lập theo khuôn mẫu của Nghị viện Ba Lan. Như vậy về cơ bản, Kazimierz IV là người đại diện cho ý chí của toàn dân Ba Lan và Lithuania trong các vấn đề về thuế khóa và chính sách đối ngoại, nhưng thực tế ông là người có quyền lực tối thượng.
Sự tập trung quyền lực của vua của Lithuania đòi hỏi phải có hệ thống pháp lý hóa. Kế thừa đạo luật của cha là Wladyslaw II năm 1434 về xét xử người phạm tội ở tòa án, Kazimierz IV ra đạo luật năm 1447 với nguyên tắc "zasadę neminem captivabimus nisi iure victum" (không ai sẽ bị cầm tù mà không có bản án của tòa án). Nhà vua bãi bỏ việc đánh thuế đối với thiếu niên - trừ trường hợp là dân phu xây dựng lâu đài. Ở hệ thống tư pháp Ba Lan, nam giới có nhiều đặc quyền hơn và người nào có số tài sản kha khá thì được tham gia vào hệ thống chính quyền hay tòa án. Đạo luật trên cũng cho phép bắt lại với những tù nhân vượt ngục. Việc cấp đặc quyền năm 1447 đã khởi xướng sự phát triển của giới quý tộc ở Lithuania. Năm 1468, Kazimierz IV ban hành bộ luật mới - gọi là Quy chế của Kazimierz Jagiellończyk (Sudiebnik), gồm 25 chương và chủ yếu nhấn mạnh các hình thức xét xử cho tội trộm cắp.
Xã hội Ba Lan - Lithuania bắt đầu phân hóa mạnh dưới thời Casimir. Tầng lớp đại quý tộc có nhiều đặc quyền là đứng đầu; kế đến là quý tộc vừa (có trang trại và sống ở vùng lân cận); kế nữa là các vương công hoàng tử; tiếp theo là tầng lớp quý tộc trung lưu. Nông dân chiếm đa số trong cơ cấu xã hội Ba Lan - Lithuania và là người lao động chính trên các cánh đồng. Tầng lớp thấp kém nhất là nông dân lĩnh canh (còn gọi là tá điền) mà tiếng Ba Lan gọi là "takymnicy" aka "podymnicy", những người không có đất đai.

#### Nền kinh tế Lithuania

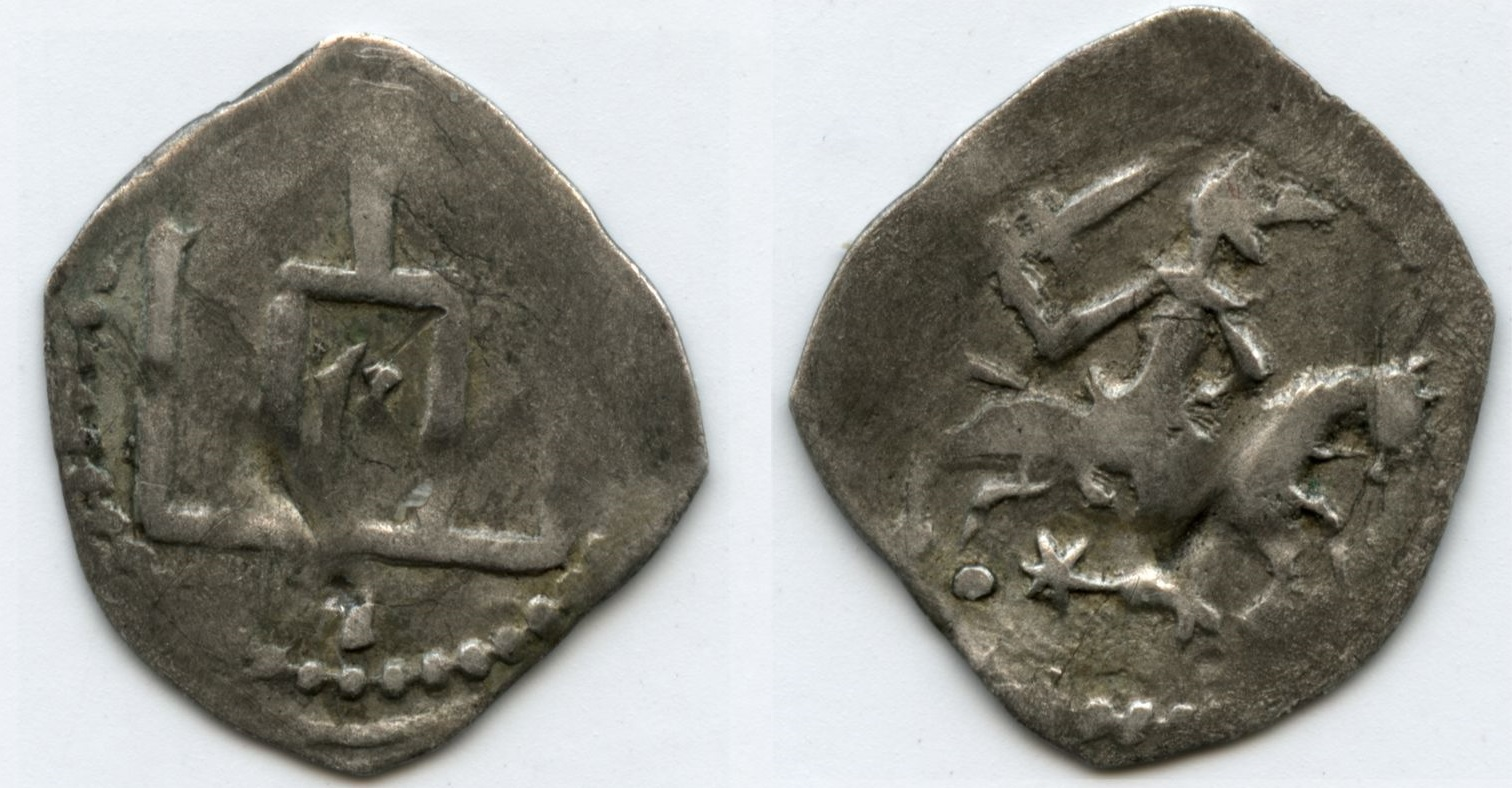
Đồng Denar của Kazimierz IV khi ông làm Đại vương công Lietuva, với một mặt là Cột trụ Gediminid, mặt còn lại in hình Vytis (Pogonia).

Trong thời trị vì của Kazimierz IV, nhà vua tăng cường huy động nông dân và quý tộc ra khai hoang những vùng đất bỏ hoang ở Công quốc Lithuania. Ngoài ra, nhà vua cho phép các dòng di cư của dân Żmudzin vào khai hoang vùng đất bị bỏ hoang sau cuộc chiến tranh Litva-Teuton, cho phép dân Masuria vào khai khẩn vùng phía nam Ruthenia. Người ta ước tính rằng vào giữa thế kỷ XV, Lithuania có nửa triệu dân. Sự phát triển của các thành phố kéo theo sự phát triển của nông nghiệp và nhất là thương mại đang phát triển cực thịnh. Cư dân Ba Lan - Lithuania tổ chức xuất khẩu ngũ cốc, lông, da, gỗ, tro, sáp. Các công cụ thủ công là liềm, rìu, dao, vải và rượu vang đã được nhập khẩu vào Lithuania. Thương mại nội bộ tập trung vào việc trao đổi các sản phẩm nông nghiệp. Ở Kaunas, một thương gia hanzeatic, mua sáp về tiêu thụ trong nước, hoạt động rất mạnh thay mặt cho các thương gia Gdańsk. Ở Vilnius, một con đường được thiết lập cho hoạt động thương mại của các thương gia Đức. Như một kết quả của nhu cầu ở Tây Âu về ngũ cốc, một trong những mặt hàng xuất khẩu của Đại công quốc của Lithuania vào thế kỷ XV, đã phát triển nền kinh tế trang trại ở Tây Âu trung cổ.
Lithuania đã không có đồng tiền của riêng mình kể từ thời Witold. Cư dân Lithuania chủ yếu dùng đồng tiền Czech. Sự phát triển của thương mại đòi hỏi một sự thay đổi đối với nền kinh tế hàng hóa và tiền bạc. Năm 1490, nhà vua ban hành đồng bạc Lithuania, đánh baị sự thao túng của tiền Iceland và đồng tiền La Mã (denarii)

### Chính sách đối ngoại

#### Chiến tranh với giáo đoànHiệp sĩ Teuton

##### Sáp nhập Phổ vào Ba Lan

Văn bản của Liên hiệp Phổ năm 1454 yêu cầu sát nhập Phổ vào Lãnh địa Vương quốc Ba Lan.

Sau thất bại của trận Grunwald năm 1410 và các hiệp ước hòa bình bất lợi với Ba Lan (1411, 1435) và Lithuania (1422), đã làm nội bộ chính quyền Kazimierz IV khủng hoảng. Năm 1440, Liên hiệp Phổ được thành lập, một tổ chức chống Teutons kết hợp giới quý tộc và chính quyền Phổ, đã yêu cầu người cai trị Ba Lan nắm quyền. Vào tháng 12 năm 1453, Hoàng đế Friedrich III của Thánh chế La Mã ra sắc lệnh đòi giải tán Liên hiệp Phổ. Quân dân Liên hiệp Phổ lập tức chống lại (2/1454), nhưng bị đế quốc La Mã thần thánh đàn áp. Những người sống sót của cuộc nổi dậy đã đến Ba Lan nhờ can thiệp và đề nghị nhập Phổ vào đất Ba Lan. Sau hai tuần đàm phán, vào ngày 6 tháng 3 năm 1454, các đại biểu của Liên hiệp Phổ ra văn bản tuyên bố sáp nhập lãnh địa Phổ vào Ba Lan.
Trong văn bản năm 1454, Liên hiệp Phổ đòi quyền tham gia vào cuộc bầu cử của nhà vua; hủy bỏ mức thuế mà Hiệp sĩ Teuton áp đặt cho Phổ và yêu cầu Ba Lan cho mức thuế nhẹ với tàu thuyền Phổ vào buôn bán ở Ba Lan. Các thương nhân Phổ được tự do giao dịch tại Ba Lan. Ba Lan cho phép Phổ lập văn phòng đại diện để bảo vệ thương gia Phổ. Đáp lại, vua Ba Lan đề nghị Phổ huy động binh lính (lính đánh thuê) giúp quân Ba Lan chống Teuton, đồng thời thương lượng với đế quốc La Mã thần thánh một mức giá hợp lý để thuê binh lính của Đức sang hỗ trợ. Sau khi cuộc chiến tranh với Teuton bắt đầu được ít ngày, Kazimierz IV ban hành sắc lệnh tuyên bố sáp nhập Phổ vào Vương quốc Ba Lan.
Trong giai đoạn đầu của cuộc chiến, những dân quân Pomerania lái cuộc tấn công của Hiệp sĩ Teuton sang hướng khác - né công quốc Phổ, ngoại trừ Malbork và một vài thành trì nhỏ. Mặc cho Hiệp sĩ Teuton tiến quân, các quý tộc Ba Lan từ chối tham gia cuộc chiến nếu vua không cho người già đăng lính và không cho họ nhiều đặc quyền. Quốc vương đã buộc phải ban hành cái gọi là Các đạo luật Cerekwice-Nieszawy, quy định nhà vua sẽ không ra quyết định quan trong nếu không có sự đồng ý của Hội đồng lãnh chúa. Ngoài ra, nhà vua đã cam kết bổ nhiệm thẩm phán, tiên tri và nhà văn gồm toàn quý tộc. Các chức sắc cao hơn đã bị tước đoạt chức vụ staroste. Những đặc quyền này làm suy yếu quyền lực hoàng gia cho giới quý tộc, nhưng quốc vương đã nâng cao vai trò của các hội đồng lãnh chúa và kích hoạt tham gia chính trị các quý tộc. Các quyền lực chính trị của vua cũng đã giảm. Ba ngày sau khi được vua trả lại các đặc quyền, các quý tộc Ba Lan và Phổ đã huy động lính đánh thuê tham gia, kết quả là có 18 nghìn quân tham gia. Trong lực lượng tham gia, kỵ binh chiếm ưu thế. Nhà vua cử những quý tộc giỏi làm tướng chỉ huy, gồm: Poznań-Łukasz Górka, Kalisz-Stanisław Ostroróg, Brest-Nikolai Sharlejski, và các castellan Spierski-Dziersław từ Rytwiany

##### Chiến tranh Ba Lan - Teutons
Mở đầu cuộc chiến tranh, quân đội của giáo đoàn Hiệp sĩ Teuton thắng thế và đánh bại quân Ba Lan tại trận Chojnice (tháng 9 năm 1454) và lấy lại phần lớn pháo đài bị mất vào tay đối phương. Đang kẹt tiền và không đủ kinh phí để huy động quân đội, Kazimierz IV hứng chịu các chỉ trích và bị Giáo hoàng nguyền rủa ông vì vi phạm các thỏa thuận của Hiệp ước Brest năm 1435.
Vào năm 1457, người Ba Lan đã lấy Malbork, nhưng Ba Lan gặp khó khăn vì chiến phí vây thành và cấp cho lính đánh thuê quá lớn - Nhà vua phải trả lương cho lính đánh thuê đến 190.000 florins. Cuối cùng, nhờ nỗ lực tài chính của Liên hiệp Phổ, một đội quân đánh thuê nhanh chóng được thành lập với người lãnh đạo là Piotr Dunin. Tại trận đánh Świecin năm 1462, lính đánh thuê Ba Lan dưới thời Dunin đánh bại hoàn toàn đối phương, xác định số phận của cuộc chiến. Năm 1463, các tàu chiến của Gdańsk và Elbląg đánh bại các tàu Teutons trong trận Vistula Lagoon. Vào năm 1466, Chojnice, cứ điểm đề kháng Teutonic cuối cùng, đã thất bại và dòng Teutons yêu cầu đàm phán hòa bình

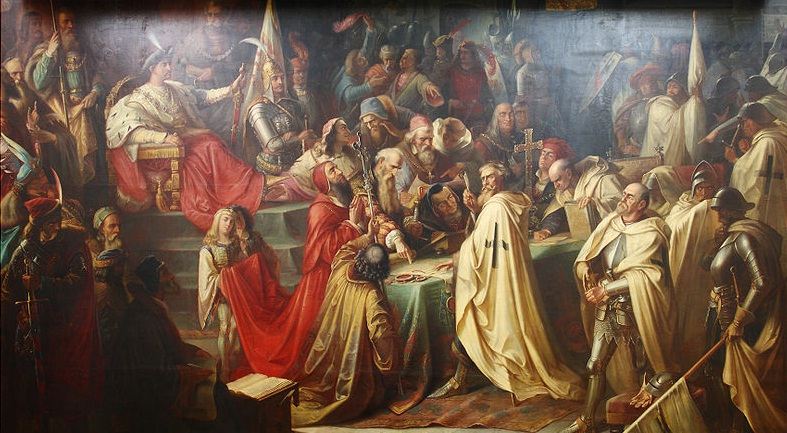
Hòa ước Toruń thứ nhì (1466) giữa Kazimierz IV của Ba Lan và Đại thống lĩnh Teuton Ludwig von Erlichshausen.

Tháng 10/1466, đàm phán giữa hai bên bắt đầu tại Toruń. Ngày 19 tháng 10, 1466, thống lĩnh Teutons là Ludwig von Erlichshausen ký với vua Ba Lan hiệp ước hòa bình Thorn. Trong hiệp ước, Ba Lan chiếm được Pomorze Gdańskie, Malbork, Elbląg, các vùng đất Chełmno và Michałów, công quốc Phổ. Teutons giữ lại phần còn lại của Phổ để cai trị. Các thống lĩnh Teutons có nghĩa vụ phải tỏ lòng tôn kính với vị vua Ba Lan trong tối đa sáu tháng sau cuộc bầu cử. Sau 158 năm, Ba Lan đã lấy lại được uy thế trên biển và kiểm soát Vistula.

#### Tranh chấp với Giáo hoàng La Mã
Trong những năm 1460-1463, Kazimierz IV đã có một tranh chấp với giáo hoàng về việc tấn phong giám mục Krakow. Bất chấp những nỗ lực của giám mục Hieronym xứ Crete đề cử Jakub của Sienna, Jan Gruszczyński vào chức giám mục thành Krakow, nhưng những đề cử trên bị vua Ba Lan bác bỏ. Đến cuộc gặp vào tháng 5/1461 với Hiệp sĩ Teutons, giám mục Hieronym đã báo các thông tin mật của quốc gia Ba Lan cho Hiệp sĩ Teutons nghe, kết quả là ông ta bị bắt và buộc phải tự sát. Năm 1462, quốc vương cho sáp nhập Mazovia vào Ba Lan, biến vùng Raven và Bełs thành vùng lệ thuộc vào Ba Lan.

#### Tranh giành quyền kế vị ngai vàng quốc vương Czech vớiMatyas Corvin
Đến nửa cuối thế kỷ XV, với sự vươn lên của cường quốc La Mã thần thánh, Ottoman và đại công quốc Moscow thì vương quốc Ba Lan thấy cần phải củng cố quyền lực của nhà vua mạnh hơn. Người láng giềng Hungaria thấy được thế nước đang lên của Sultan Mehmed II của Đế quốc Ottoman, trong khi vương quốc Czech lại do dự về sự lựa chọn một đồng minh tin cậy. Chính quyền Ba Lan hết sức lợi dụng tình hình phức tạp này để giành lấy ngôi vua Czech - Hungaria cho con trai của vua Kazimierz là hoàng tử Casimir.

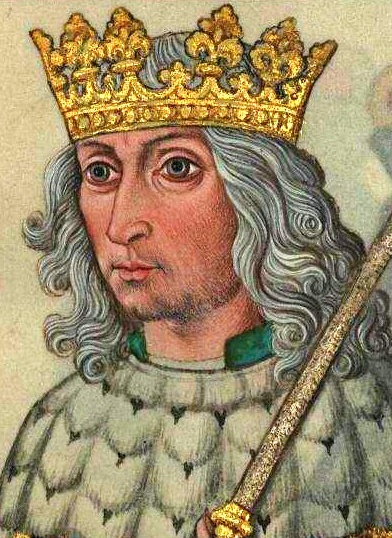
Chân dung Vladislav Jagellonský, vua xứ Bohemia giai đoạn 1471–1516.

Vào những năm 60 của thế kỷ XV, chính quyền Ba Lan bắt đầu có những hoạt động để chiếm ngôi vua cho hoàng tử Casimir. Nhà vua hiện tại của Bohemia là Jerzy của Podebrady biết được âm mưu này nên đã báo cáo lại với Giáo hoàng Phaolô II và tăng cường những hoạt động phá hoại chính quyền Ba Lan - Lithuania. Đại hội (curia) Công giáo đã họp và kêu gọi tín đồ tấn công chống lại nhà vụa dị giáo Bohemia. Để tránh xung đột diễn ra, Kazimierz IV tiến hành hòa giải người Công giáo và người Hussites (Bohemia) và giành được sự ủng hộ của họ trong những nỗ lực ngoại giao của ông. Ít lâu sau, quý tộc Czech quay sang ủng hộ Mátyás Corvin hiện đang trị vì ở Hungaria làm ứng viên cho ngai vàng vương quốc Czech bỏ trống. Corvin đồng ý và kế vị làm vua Bohemia từ năm 1469. Lo sợ có chiến tranh với Ba Lan, Kazimierz IV cho con trai là hoàng tử Kazimierz làm chủ hôn giữa em gái Jadwiga với tân vương Bohemia nhưng hoàng tử Ba Lan chưa quyết định ngay. Vào thời điểm đó, Corvin chiếm Moravia, sau đó là Silesia và Lusatia, và được tuyên bố là vua của người Công giáo Czech (Séc) ngày 3 tháng 5 năm 1469. Trước tình hình này, Kazimierz IV bắt tìm cách gây áp lực với cưu vương Bohemia Jerzy của Podebrady
Năm 1469, Jerzy trình lên quốc hội Séc (Czech) quyết định chọn Władysław Jagiellon làm người thừa kế ngai vàng. Quý tộc Séc đồng ý với Jerzy (George) nhưng ra điều kiện là người đề cử (tức Władysław Jagiellon) phải cưới con gái của Jerzy, Ludmilla. Kazimierz IV tiếp tục trì hoãn một thời gian trước khi đưa ra quyết định cuối cùng, chờ đợi cái chết của Jerzy. Vào tháng 10 năm 1469 tại đại hội ở Piotrków, Henryk VI Reuss von Plauen sau khi được bầu làm thống lĩnh mới của Hiệp sĩ Teuton đã phải thần phục ngay vua Ba Lan Kazimierz IV. Sau cái chết của nhà vua Séc (Jerzy của Podebrady) vào ngày 22 tháng 3 năm 1471, một vài quý tộc Ba Lan nhà Jagiellon, Matyas Corvin, Albrecht xứ Saxon ra ứng cử, cuối cùng vào ngày 27 tháng 5 năm 1471 tại Kutna Hora, Sejm họp và quyết định bầu Władysław Jagiellon làm vua Czech mới. ngày 21 tháng 8 năm 1471, Władysław đã được trao vương miện của Cộng hòa Séc bởi các giám mục Ba Lan tại nhà thờ St. Wita ở Prague (tức Praha ngày nay)
Vào đầu những năm 70, vua Ba Lan Kazimierz IV đã thực hiện một nỗ lực không thành công để đưa con trai ông, Casimir, lên ngai vàng Hungary. Điều này gây ra cuộc xung đột lâu dài giữa Kazimierz IV với Matyas Corvin. Chính quyền Ba Lan được sự ủng hộ của một số quý tộc Hungaria, đã quyết định tới việc lật đổ Matyas Corvin để đưa hoàng tử Kazimierz trẻ lên ngôi. Ở Hungaria, giới quý tộc chia rẽ nghiêm trọng: một phe thì thân Ba Lan, ủng hộ đưa hoàng tử Kazimierz trẻ lên ngôi. Phe đối lập vẫn giữ quyết định đưa Corvin lên ngoi, bất chấp mối đe dọa từ Sultan Mehmed II của Ottoman. Trong nửa đầu tháng 9 năm 1471, 16 lãnh chúa Hungary đã giao vương miện cho hoàng tử Kazimierz trẻ. Trong tình huống này, vào ngày 2 tháng 10 năm 1471, cuộc chiến tranh Ba Lan-Hungary nổ ra. Hoàng tử thiếu niên 13 tuổi Kazimierz dẫn đầu các binh lính đánh thuê người Đức sang đánh Hungaria. Cuộc tấn công nhanh chóng bị thất bại, nhiều binh sĩ bỏ trốn vì không có lương. Kết quả là, vào tháng 1 năm 1472 Kazimierz đã trở lại Ba Lan. Cho đến năm 1474, không có hoạt động quân sự nào diễn ra ở Ba Lan và Hungaria. Vua Ba Lan không trông cậy được gì ở Moldova, vì vùng này đã bị Corvin chiếm mất. Ngày 21 tháng 2 năm 1474, hiệp ước hòa bình giữa Ba Lan và Hungary đã được ký kết trong Stara Wieś Spiska.
Sự thất bại của chính trị Hungary khiến vua Ba Lan ủng hộ con trai là vua Séc Władysław Jagiellon đem quân tấn công quân của Corvin để chiếm lại Silesia, Lusatia và Moravia. 20.000 quân Ba Lan dưới sự chỉ huy của Jan Rytwiński đã vượt biên giới vào ngày 26 tháng 9 năm 1474 và đi theo con đường xuyên qua Kluczbork, Opole, Krapkowice, Brzeg. Được sự ủng hộ của người Séc và người Silesians vốn trung thành với Władysław, quân Ba Lan đánh bại quân của Corvin tại trận Swanowice. Nhưng tại cứ điểm mạnh của Corvin là Wroclaw, quân Ba Lan đánh mãi vẫn không hạ được. Thấy Corvin đang có lực lượng mạnh do sự hỗ trợ từ các hoàng thân xứ Silesia và Wrocław, hiệp sĩ của công tước Świdnica-Jawor, Opava và Nysa (bao gồm các lâu đài Książ, Bolków, Wleń, Grodno, Niesytno), Ba Lan quyết định ngừng bắn. Vào ngày 15 tháng 11 năm 1474 tại Muchobór Wielki, một đại hội của ba vị vua Ba Lan - Hungaria - Séc đã diễn ra, và vào ngày 8 tháng 12, một hiệp đình ngừng bắn đã được ký kết, có hiệu lực cho đến ngày 25 tháng 5 năm 1477

#### Tranh chấp với Giám mục thành Warmian
Khi đang hòa bình với Hungaria, Kazimierz IV cũng tìm cách củng cố quan hệ thân thiện với Liên hiệp Phổ. Được sự khuyến khích của viên giám mục Mikołaj Tungen của Warmian vốn theo phe Giáo hoàng La Mã, Giáo hoàng Phaolô II tìm cách thúc đẩy Kazimierz IV chiến tranh chống lại người Hussite. Khi biết ý định của mình bị thất bại, Giáo hoàng quyết định đổi Tungen qua làm trợ lý cho giám mục Kamień Pomorski - do quý tộc Andrzej Oporowski bảo trợ. Tungen đã không chấp nhận sự mất chức giám mục thành Warmian, nên ông ta yêu cầu vua Hungaria Mátyás Corvin hỗ trợ. Vua Hungaria dùng tiền bạc và quyền lực để mua chuộc những người chống Giáo hoàng. Về phần mình, Giáo hoàng La Mã vì bị vua Hungaria mua chuộc và gây sức ép, sợ bị đe dọa bởi Ottoman và không muốn mất một đồng minh ở Korwin nên chấp nhận lại đề nghị của vua Hungaria, đưa Mikołaj Tungen trở lại làm giám mục Warmian.
Năm 1476, Giáo hoàng cử giáo sĩ Baltazar de Priscia đến Ba Lan, dọa sẽ phế truất nhà vua Kazimierz IV nếu ông phá vỡ thỏa thuận với vua Hungaria Corvin. Đồng thời, ông yêu cầu Kazimierz IV từ bỏ yêu sách của mình đối với Moldova và ngai vàng Hungary. Những yêu sách trên nhanh chóng được vua Ba Lan chấp nhận. Tháng 5/1477, khi biết thỏa thuận ngừng bắn đã hết hạn, viên giám mục Nuncio, lúc đó ở Wroclaw, đã khiêu khích bằng cách tạo ra lời nguyền để buộc vua Ba Lan phải tham chiến cùng với Séc để chống Giáo hoàng La Mã kế nhiệm là Giáo hoàng Xíttô IV. Chung ý định với giám mục Wroclaw, vua Corvin của Hungaria gây chiến tranh chống Giáo hoàng, lịch sử gọi là "Popia war" (chiến tranh Giáo hoàng) nhằm giải quyết vụ giám mục Tungen vì lý do gì mà bị phế khỏi chức giám mục thành Warmian. Tuy nhiên, sự khiêu khích gây chiến của giám mục Wroclaw thất bại, vì vua Ba Lan quyết định hòa hoãn với vua Corvin của Hungaria. Tình hình của Hungary xấu đi trong thời gian đó, khi họ bị đe dọa với sự mất trợ cấp của Venetian do các cuộc đàm phán của Venice với Ottoman. Năm 1477 - 1479, đàm phán giữa ba vua Ba Lan - Séc - Hungaria diễn ra, kết quả là họ cùng nhau ký hiệp ước tháng 11/1478, đưa Tungen trở lại làm giám mục Warmian (Ba Lan). Vào tháng 1 năm 1479, hiệp ước hòa bình giữa Venice với Sultan Ottoman Mehmed II được ký kết, khiến Corvin bỏ rơi đồng minh của mình là Warmia và Phổ. Vào ngày 9 tháng 10 năm 1479, vị thầy vĩ đại Martin Truchsess von Wetzhausen ở Nowy Korczyn tỏ lòng kính trọng vua Ba Lan.
Kazimierz coi trọng quan hệ với Hiệp sĩ Teuton hơn là liên minh với Đế quốc Mông Cổ, là kết quả của cái gọi là Sự bế tắc của Utrian, đã chấm dứt sự thống trị của Mông Cổ đối với Ruthenia, điều này đột nhiên dẫn đến sự đe dọa của Đại vương công Lietuva từ phương Đông

#### Quan hệ vớiĐế quốc Ottomanvà Crimea

##### Chiến tranh Ba Lan - Ottoman

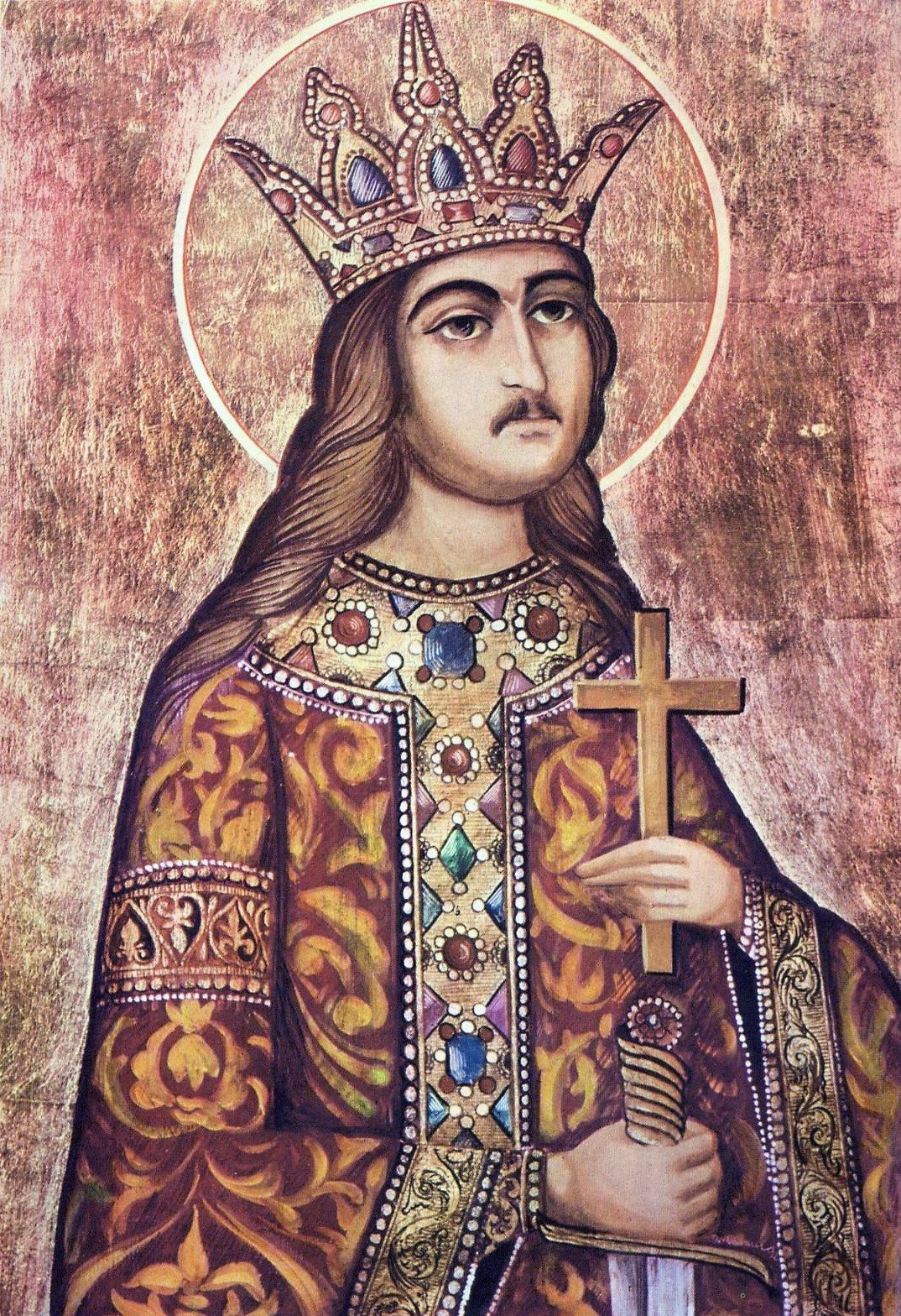
Ștefan III xứ Moldavia, Vương công xứ Moldavia giai đoạn 1457 – 1504.

Năm 1475, Thổ Nhĩ Kỳ chiếm đóng Kaffa, thuộc địa Genova ở Crimea. Năm 1484, Sultan Bayezid II cắt đứt quan hệ thương mại ở Biển Đen với Ba Lan, đồng thời đánh chiếm các cảng Kilia và Białogród ở Moldova. Việc mở rộng của người Thổ Nhĩ Kỳ đã ảnh hưởng tiêu cực đến nền kinh tế của những người hàng xóm Ba Lan phía Nam, vương quốc Moldova. Trước tình hình này, vua Ștefan III của Moldavia yêu cầu các hỗ trợ quân sự của Kazimierz Jagiello. Để đổi lấy sự hỗ trợ quân sự của Ba cho vấn đề Thổ Nhĩ Kỳ, tại Kołomyja (15/9/1485) thì Stefan III tỏ lòng kính trọng vua Ba Lan - điều này gây mâu thuẫn giữa Ba Lan với Thổ Nhĩ Kỳ (Ottoman). Về sau, quốc vương Ba Lan cố tình trì hoãn hỗ trợ quân sự cho Moldavia để dành sự chú ý vào khan Crimea, bởi vì một năm sau đó, Stefan III công nhận chủ quyền của Ottoman.
Cuộc viễn chinh không thành công của Hoàng tử Jan Olbracht vào mùa đông năm 1486 đã đưa Moldova đến gần Khan Crimea với sự trung gian của Moscow. Để có được viện trợ cho cuộc viễn chinh sắp tới, Jan Olbracht tuyên bố không liên quan gì đến anh cả Wladyslaw đang chống lại người Thổ ở Hungary. Tuyên bố này nhanh chóng nhận được sự ủng hộ của em trai Alexander Jagiellon, bởi vì Alexander tin rằng việc tái lập Moldovan-Tatar sẽ là mối đe dọa nguy hiểm vì Ba Lan sẽ mất đi Podole. Cuối cùng, chỉ có lực lượng Ba Lan và Lithuania trong số 20.000 người tham gia vào cuộc chiến tranh. Olbracht đánh bại họ vào ngày 8 tháng 9 năm 1487 trong trận Kopystrzyń ở Podolia. Vào ngày 25 tháng 1 năm 1491, Mikołaj của Chodcza và Semen Jurewicz Holszański đánh bại họ trong trận chiến Zasław.
Vào ngày 23 tháng 3 năm 1489, một thỏa thuận ngừng bắn kéo dài hai năm đã được ký kết với Sultan Bajazyd II, người đã đảm bảo với các đối tượng của nhà vua tự do thương mại ở nước mình.

##### Quan hệ Ba Lan - Crimea
Quan hệ giữa Ba Lan với Khan Crimea đang có sự chuyển biến xấu. Mặc dù hiệp ước hòa bình được ký kết, nhưng khan Mengli I Giray liên kết với Khan Horde liên tục dẫn quân Tatars qua cướp bóc vùng Ruthenia và Podolia, đốt phá nhiều làng mạc và bắt hàng ngàn người dân làm nô lệ. Năm 1482, quân Tatars tàn phá thành phố Kiev. Năm 1486, Kazimierz IV cử con trai là Jan I Olbracht đem quân đánh Crimea. Quân Ba Lan mặc dù đại thắng ở trận Kopystrzyń, nhưng kết cục thì bị thất bại thảm hại vào năm 1487. Nhận thấy nguy cơ đe dọa của công quốc Moscow của Ivan III vào đất Ba Lan ngày càng lớn, Khan Crimea và Moldova đang liên minh với nhau, quốc vương Kazimierz IV đã tiến hành cuộc chiến tranh chống quân Tatars để phá vỡ khối liên minh này.
Là kết quả của một loạt các yếu tố chính trị và quân sự giữa Ba Lan với các nước xung quanh, cuối triều dại Kazimierz IV đã bùng lên cuộc cuộc chiến tranh Ba Lan-Thổ Nhĩ Kỳ (Ottoman), kéo dài đến lúc nhà vua qua đời vẫn chưa chấm dứt. Đầu thế kỷ XVI, Sultan Bayezid II cất quân chinh phục Crimea, việc làm này sẽ ảnh hưởng đến số phận của toàn bộ khu vực trong các thế kỷ sau

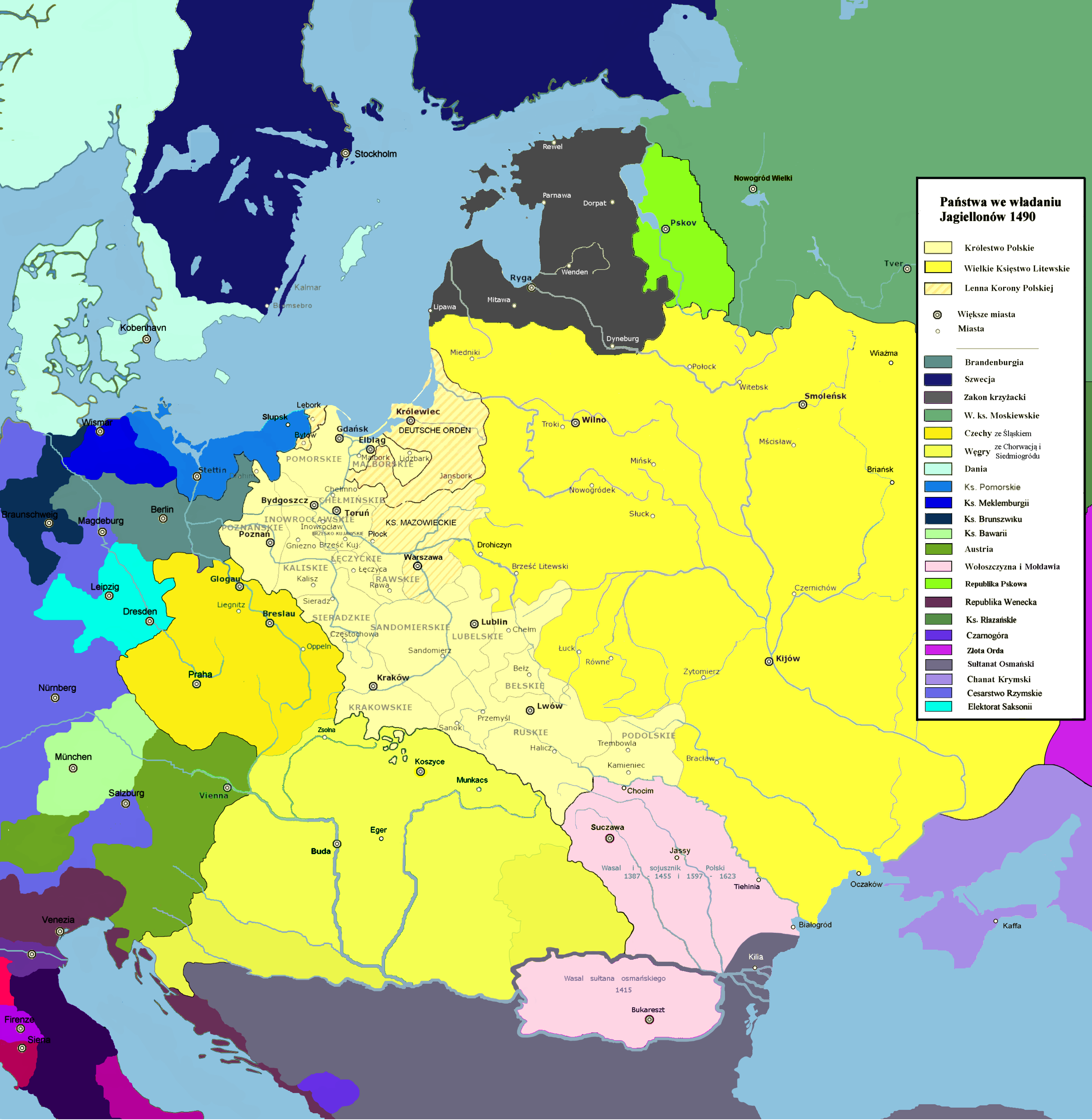
Các quốc gia nằm dưới sự cai trị của nhà Jagiellon vào năm 1490.

#### Tranh giành quyền kế vị ngai vàng quốc vương Hungaria giữa Ba Lan vàhọ Habsburg
Năm 1490, Mátyás Corvin qua đời. Quốc vương Ba Lan và Hoàng đế họ Habsburgs bắt đầu cuộc tranh cãi rằng ai sẽ là người kế vị làm vua Hungaria tiếp theo. Trong khi Kazimierz IV đang vận động ngoại giao để ủng hộ con trai thứ là Jan Olbracht lên ngôi, thì người con cả đang làm vua Bohemia là Wladislaw II lại nhận được sự ủng hộ của đại quý tộc Bohemia, đứng đầu là Jan Zapolyi)về sau là vua Ba Lan) và Stefan Batory (cha của Stefan Batory trong tương lai). Hai anh em họ Jagiellon là Wladislaw II và Jan Olbracht mở cuộc chiến tranh để tranh ngôi vua. Không đánh bại được nhau, hai anh em ký hiệp ước ở Košice. Trong hiệp ước, Jan tuyên bố từ bỏ ngôi vua Hungaria để sang làm Công tước xứ Silesia. Jan Olbracht ngay sau đó đã không tiếp quản quyền lực ở Silesia vì ông đã phá vỡ hiệp ước Košice. Sau khi đăng quang với tư cách là vua của Hungary, Władysław đã thỏa thuận với Hoàng đế Habsburgs là Friedrich III của Thánh chế La Mã, người sau khi ông qua đời sẽ tiếp quản vương quốc Hungaria sau

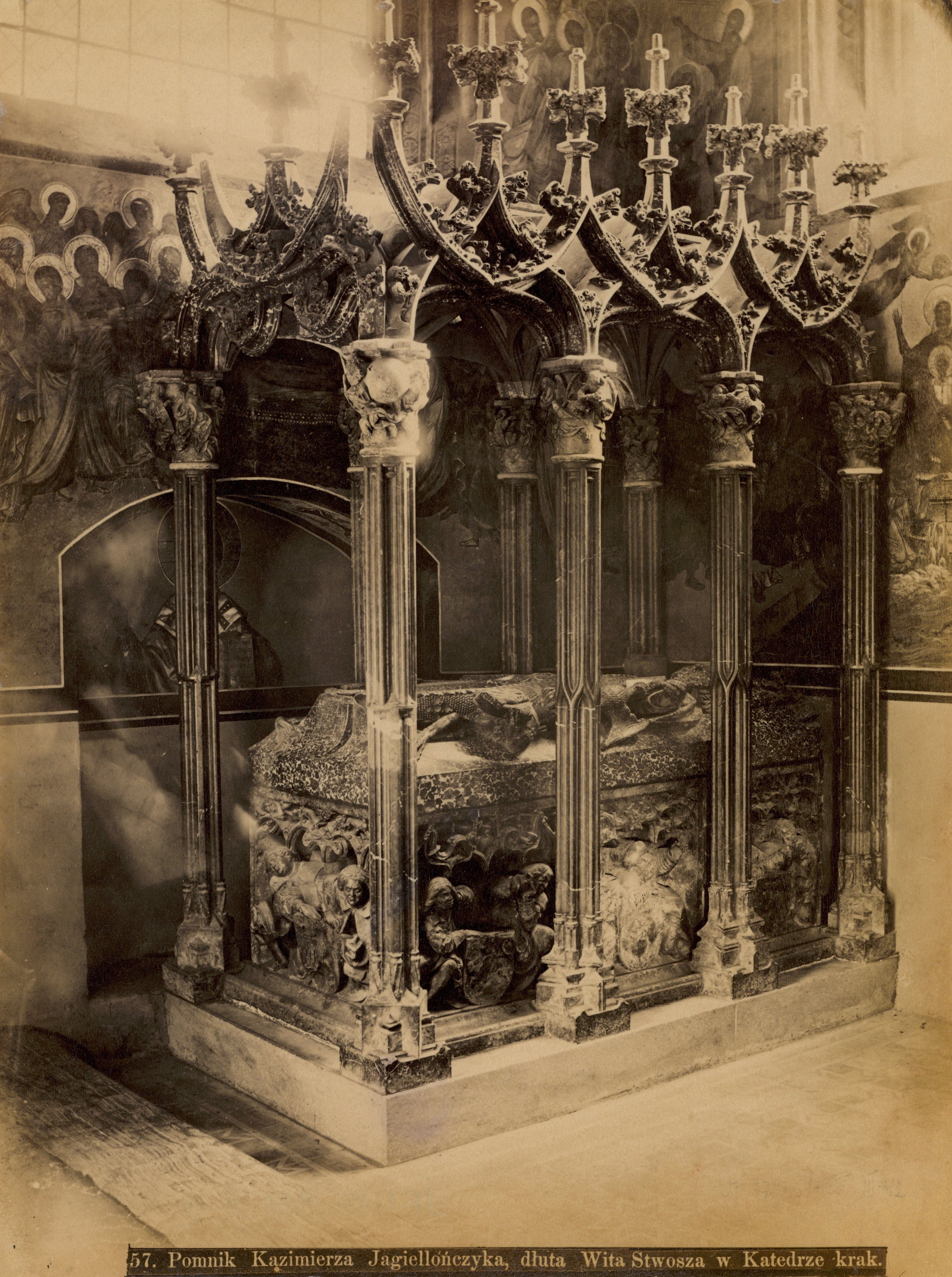
Lằng mộ Kazimierz IV tại Nhà thờ Chính tòa Wawel.

#### Vấn đề Nghị viện Ba Lan trong những năm cuối triều đại Casimir
Những năm cuối cùng của triều đại Kazimierz là một giai đoạn phát triển nhanh chóng của Nghị viện Ba Lan. Năm 1468, tại Małopolska, Nghị viện Ba Lan nhanh chóng triệu tập một cuộc họp của đại diện các quý tộc. Tại cuộc họp này, Nghị viện chính thức chia thành hai cơ quan cùng hoạt động: Thượng viện, Hạ viện. Việc Nghị viện cải cách tổ chức đã làm tăng thêm quyền lực cho giới quý tộc. Cuối triều đại Casimir, các thành thị nhanh chóng phát triển mạnh về kinh tế, nhất là thương mại (Gdansk). Những thị dân không tham gia vào chính quyền, nhưng họ có nghĩa vụ phải đóng thuế cho nhà vua để đảm bảo sự thịnh vượng của quốc gia, đồng thời giúp nhà nước chống được tình trạng buôn gian bán lận.
Vua Kazimierz IV qua đời vào ngày 07 tháng 6 năm 1492 tại Grodno ở tuổi 64. Ông được chôn cất tại Krakow, trong nhà thờ chính tòa Wawel; ngôi mộ bằng đá cẩm thạch của ông được khắc bởi Veit Stoss. Sau cái chết của ông, Jan I Olbracht lên ngôi vua Ba Lan trong khi em trai của ông này là Alexander Jagiellon được cử làm Đại vương công Lietuva. Nhiều sử gia cho rằng, việc làm này sẽ phá vỡ liên minh Ba Lan - Lithuania nhưng thực chất, đó là "di chúc chính trị" của Kazimierz IV vì cố quốc vương không bao giờ có ý định sẽ phá vỡ liên minh Ba Lan - Lithuania.

## Văn hóa Ba Lan thời vua Casimir
Triều đại của vua Kazimierz đã thành công cho sự phát triển của văn hóa và nghệ thuật ở Vương quốc Ba Lan. Chính quyền cho xây dựng cung điện và các biệt thự hoàng gia ở các thành phố lớn. Nền giáo dục chủ yếu được triển khai ở các tu viện, các quý tộc và vương hầu giàu có thì được cho đi du học
Văn hóa Ba Lan phát triển mạnh với các đại diện như Jan Dlugosz (thầy dạy của hoàng tử), nhà văn chính trị John Ostroróg, nhà văn và nhà ngoại giao Philip Callimachus, nhà nhân văn Gregory của Sanok, nhà triết học và nhà thiên văn học Wojciech của Brudzewo, nhà thần học và triết học Jacob của Paradyż, tổng giám mục Gniezno Maciej DRZEWICKI. Toán học và thiên văn học phát triển mạnh mẽ nhờ vào các nhân vật vĩ đại như Martin King of Żurawica, John của Glogau và Marcin Bylica \, và lớn hơn hết là nhờ chủ Nicolaus Copernicus Wojciech từ Brudzewo
Nhà điêu khắc Wit Stwosz năm 1489 đã hoàn thành công việc trên bàn thờ chính trong Nhà thờ St. Mary ở Krakow. Kiến trúc gothic được phát triển, đặc biệt là các nhà thờ (nhà thờ Wawel và Gniezno), lâu đài và cung điện hoàng gia, các tòa thị chính ở Gdańsk và Toruń. Đại học Cracow phát triển mạnh mẽ, nơi có ba khoa mới được tạo ra: ngữ pháp và hùng biện, thơ ca, toán học và thiên văn học

## Gia đình và kế vị ngai vàng

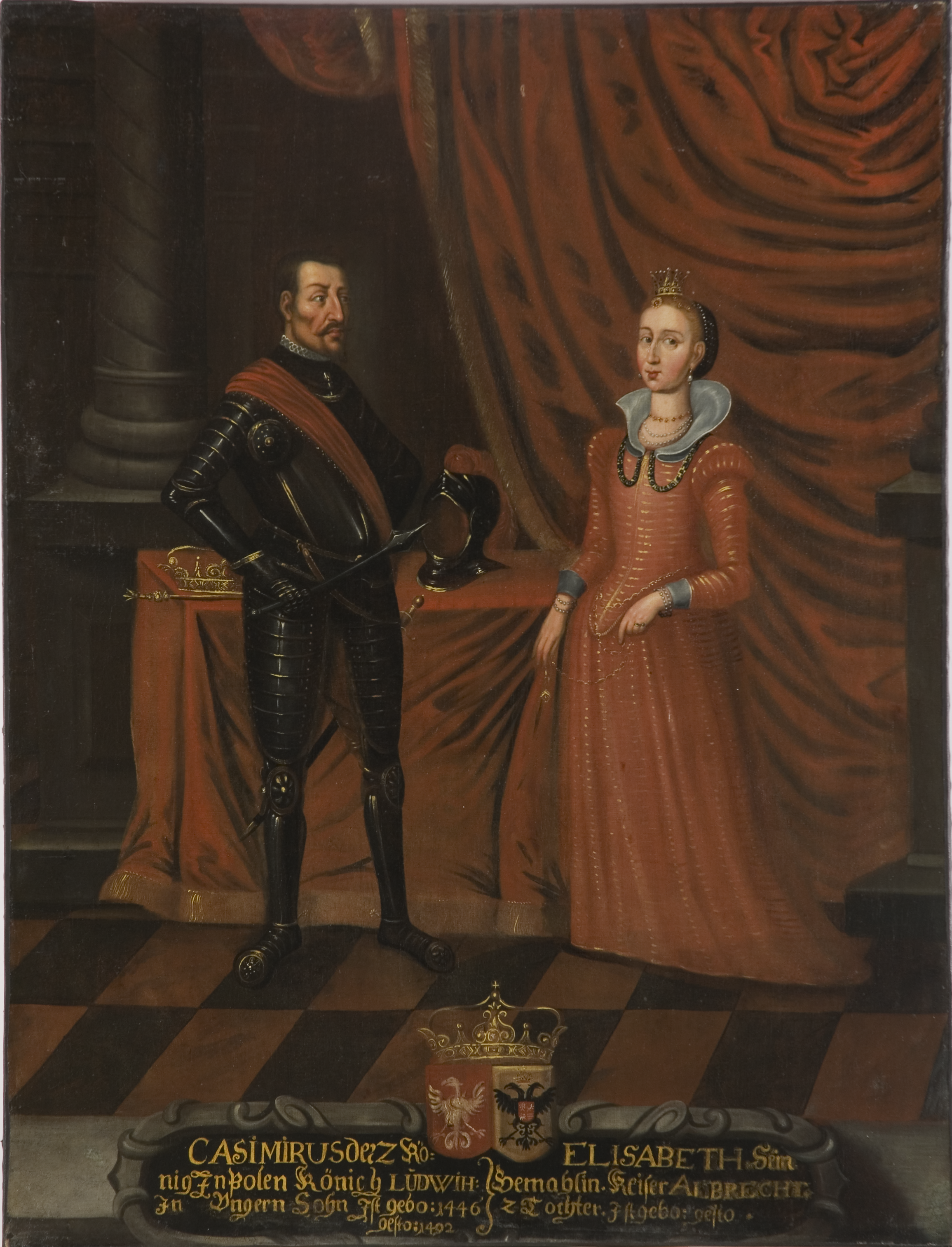
Kazimierz IV của Ba Lan cùng với vợ của mình là Elizabeth nhà Habsburgs. Họa phẩm hiện đang được trưng bày ở Bảo tàng quốc gia Thụy Điển.

Kazimierz IV cưới hoàng hậu Elizabeth của Habsburgs, có các người con sau:
1. Władysław II Jagiellończyk (1456-1516) - Vua của Bohemia và Hungary
2. Jadwiga Jagiellonka (1457-1502) - vợ của Jerzy Bogaty, hoàng tử xứ Bavaria
3. St. Kazimierz (1458-1484)
4. Jan I Olbracht (1459-1501) - Vua Ba Lan
5. Alexander Jagiellon (1461-1506) - Vua Ba Lan và Công tước xứ Lithuania
6. Sophia Jagiellon (1464-1512) - vợ của Frederick, cử tri của Brandenburg ở Ansbach, và mẹ của Grand Master của Teutonic Knights Albrecht Hohenzollern
7. Elżbieta Jagiellonka (1465-1466)
8. Sigismund I (1467-1548) - Vua Ba Lan và Công tước xứ Lithuania
9. Fryderyk Jagiellończyk (1468-1503) - giám mục của Cracow, hồng y và tổng giám mục Gniezno
10. Elżbieta Jagiellonka (1472-1480 / 1481)
11. Anna Jagiellonka (1476-1503) - vợ của Bogusław X, hoàng tử Pomeranian
12. Barbara Jagiellonka (1478-1534) - vợ của Jerzy Brodaty, hoàng tử Saxon
13. Elżbieta Jagiellonka (1482-1517) - vợ của Fryderyk II, Công tước xứ Legnica